# Stephan Schreck
Stephan Schreck (Erfurt, 15 de julio de 1978) es un ciclista alemán ya retirado. Con el equipo T-Mobile participó en el Tour de Francia 2005. Cuenta con cuatro victorias profesionales, todas ellas etapas de carreras alemanas. 

## Biografía
Stephan Schreck destacó en 1999 al ganar dos carreras de un día reservada a menores de 23 años, el Gran Premio de Fráncfort sub-23 y el Tour de Thüringe. Debutó como profesional en 2000 con el equipo Telekom. En sus primeras temporadas, participó en la Vuelta a España 2001, y en el Giro de Italia 2002, terminando cada una de estas carreras. El mismo año, ganó su primera victoria como profesional al ganar la quinta etapa del Drei-Länder-Tour. Venció al esprint a sus compañeros de escapada, Kurt Asle Arvesen y Niki Aebersold.
Schreck tuvo su mejor temporada en 2004. Ese año, consiguió varios top-10 en carreras por etapas alemanas. En abril terminó tercero de la Vuelta a la Baja Sajonia, por detrás de Bert Roesems y Stefan Kupfernagel, con el cual se escapó en la tervera etapa. En julio ganó la primera etapa de la Vuelta a Sajonia por delante de Andrey Kashechkin, terminando cuarto de la general final, ganada por Kashechkin. Dos semanas más tarde, de nuevo con una escapada junto a Kasheshkin, ganó la primera etapa del Regio Tour llevando durante dos días el maillot de líder y terminando segundo de la general con tan sólo ocho segundo de retraso sobre Alexandre Vinokourov. 
Al año siguiente, Schreck participó en su único Tour de Francia, en 2005. Después ganó otra etapa de la Vuelta a Sajonia en 2007. En 2008 fichó por el equipo Gerolsteiner, con el cual terminó 6.º de la Vuelta a Sajonia. Después, al no encontrar equipo, puso fin a su carrera deportiva.
En 2010 se convirtió en director deportivo del equipo.

## Palmarés
1996
- Gran Premio Rüebliland

2002
- 1 etapa del Drei-Länder-Tour

2004
- 1 etapa de la Vuelta a Sajonia
- 1 etapa del Regio-Tour

2007
- 1 etapa de la Vuelta a Sajonia

## Resultados en Grandes Vueltas y Campeonatos del Mundo

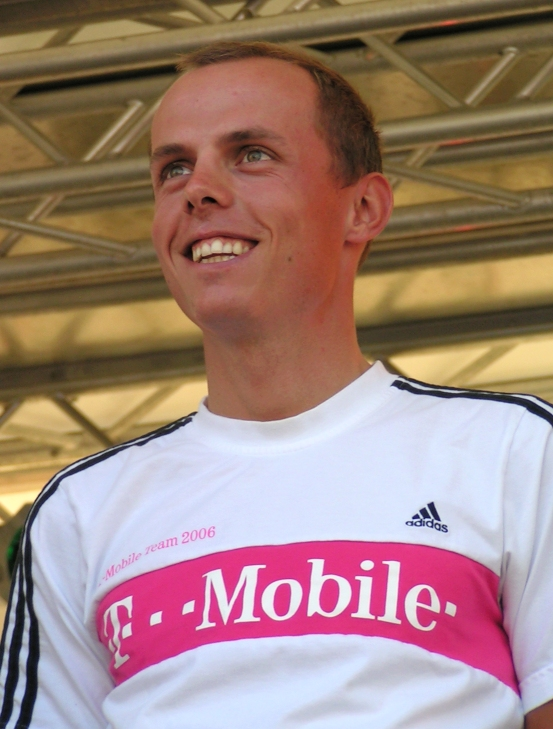
Schreck en la Vuelta a Alemania 2006.

| Carrera         | Carrera         | 2000 | 2001 | 2002  | 2003  | 2004 | 2005 | 2006 | 2007 | 2008 |
| --------------- | --------------- | ---- | ---- | ----- | ----- | ---- | ---- | ---- | ---- | ---- |
|                 | Giro de Italia  | ―    | ―    | 110.º | ―     | ―    | ―    | ―    | ―    | ―    |
|                 | Tour de Francia | ―    | ―    | ―     | ―     | ―    | 86.º | ―    | ―    | ―    |
|                 | Vuelta a España | ―    | 92.º | ―     | 101.º | 58.º | ―    | 81.º | 58.º | Ab.  |
| Mundial en Ruta | Mundial en Ruta | ―    | Ab.  | ―     | 81.º  | Ab.  | ―    | Ab.  | ―    | ―    |

—: no participa
Ab.: abandono